# Миколаївська церква (Великі Будища)
Миколаївська церква — церква в ім'я святого Миколая у селі Великі Будища, нині Диканського району Полтавської області України.

## Історія існування
Час спорудження дерев'яного храму в ім'я святого Миколая у сотенному містечку Великі Будища Полтавського полку (тепер село Диканського району) невідомий. Ймовірне його існування уже у 17 ст. Документально підтверджується наявність церкви 1722 року в господарських документах Полтавського полкового архіву.
Наступна згадка відноситься до кінця 18 ст., коли під час розмежування Київської та Слов'янської єпархій 10.10.1776 Миколаївську церкву було передано у відання останньої. На той час церква мала 1 священика та 4 церковнослужителів. Невдовзі після цього церква згоріла, і на її місці збудовано новий храм, що також загинув під час пожежі 11.06.1794.
У 1796 коштом парафіян та капітана Василя Роменського, з дозволу митрополита Катеринославського і Херсонеса Таврійського Гавриїла Банулеско-Бодоні, на невеликій відстані західніше пожарища розпочато спорудження нового, мурованого храму. Урочисте закладення відбулося 28.09.1776, про що сповіщала мідна позолочена дошка, яка до 1917 знаходилася на стовпі у південному притворі.
Будівництво тривало близько 5 років і було завершене 1801. Загальна сума витрат, із облаштуванням іконостасу, склала 17898 руб. 07 коп. 25.07.1801 з благословіяння єпископа Переяславського Сильвестра відбулося освячення храму.

## Опис
Це була велична, однобанна, хрещата у плані споруда з напівкруглою східною вівтарною частиною та трьома прямокутними притворами, прикрашеними чотириколонними портиками доричного ордеру, що завершувалися арками. На ці арки за допомогою парусів спирався масивний восьмигранний світловий барабан, площини якого були прикрашені прямокутними вікнами. Перекритий він був сферичним куполом, який іззовні мав металеве покриття, що повторювало внутрішню форму й завершувалося восьмигранним декоративним ліхтариком із шоломоподібною маківкою з великим підхресним яблуком та хрестом. Внутрішній простір храму освітлювали два яруси вікон: перший мав напіваркові, а другий — круглі вікна великого роміру.
У 1853—1858 внутрішній простір церкви був пофарбований клеєвою фарбою лазурового кольору. Центральний, підкупольний простір займало зображення зіркового неба, у центрі якого знаходилося зображення Бога Отця з простягнутими для обіймів руками.
У 1874 до Миколаївської церкви було перенесено старовинну чудотворну ікону Божої Матері, відому як Будищанська чудотворна ікона Божої Матері, та старовинний, більш ніж двохсотлітній дзвін вагою у 102 пуди (1 т 632 кг). Натомість до Успенської церкви, яку переносили до с. Федорівка Зіньківського повіту, віддали значно менший за вагою дзвін.
Неподалік храму існувала каплиця над місцем престолу старої церкви, що згоріла 11.06.1794. На подвір'ї церкви існувало кілька поховань, серед них — могили благодійника церкви С. С. Єремєєва, священика В. А. Крамаренка (р. н. невід. — 19.06.1862).

### Дзвіниця
1807 окремо від церкви, з північної її сторони, посередині дороги, там, де раніше знаходилися в'їзні ворота до фортеці сотенного містечкака, було споруджено муровану двоярусну дзвіницю, перший ярус якої виконував функцію проїзних воріт, а на другому облаштовано дзвони.
1867 з дозволу Полтавської духовної консисторії стару дзвіницю розібрали, натомість 1868 зусиллями священика Іоанна Уралова та коштом дворянина штабс-капітана Степана Степановича Єремєєва до західного притвору прибудували триярусну, квадратну у плані дзвіницю з портиком із західної сторони. Остання за формою і розмірами відповідала уже існуючим північному і південному портикам. Західний вхід до дзвіниці слугував центральним входом до храму. Всередині дзвіниця мала двоє бокових дверей, одні з яких вели на хори, а інші — на восьмигранний дзвоновий ярус, що мав чотири піваркових отвори великого розміру. Плошини дзвіниці завершувалися великими фігурними фронтонами, а сама дзвіниця — наметовим покриттям з декоративним восьмигранним ліхтариком, завершення якого своєю формою відповідало завершенню храму.

### Вівтар
1860 церква стала двохвівтарною у зв'язку з облаштуванням церкви в ім'я св. Тихона Задонського. 1888 освячено третій вівтар в ім'я архістратига Господнього Михаїла — як пам'ять про однойменну церкву, що існувала у містечку до 1828 і загинула під час пожежі.

### Іконостас
Новий іконостас, споруджений у 1832, «не богат, но довольно красив и благолепен; он сделан в Италианском стиле», триярусний, центральна частина завершується аркою. Для його спорудження було витрачено 2000 руб., пожертвуваних кн. Іваном Семеновичем Єрістовим та його дружиною Надією. 1849 коштом міщанина Григорія Бахла для намісних ікон виготовлено срібні шати.
1860 іконостас пофарбували у білий колір, а 1868 виготовили срібну шату для надвратної ікони «Таємна вечеря» — на кошти, надані дружиною надвірного радника Параскою Барановою. З північного та південного боків 1864 встановлено кіоти. У південному розміщено шиту золотом по венеційському оксамиту вишневого кольору плащаницю роботи майстринь Великобудищанського монастиря; у північному — рухомі зображення усіх дванадесятих свят. Іконостас церкви в ім'я св. Тихона Задонського, одноярусний, пофарбований у білий колір, споруджений місцевими майстрами за проектом місцевого жителя, селянина, відомого українського різьбяра Івана Юхименка.

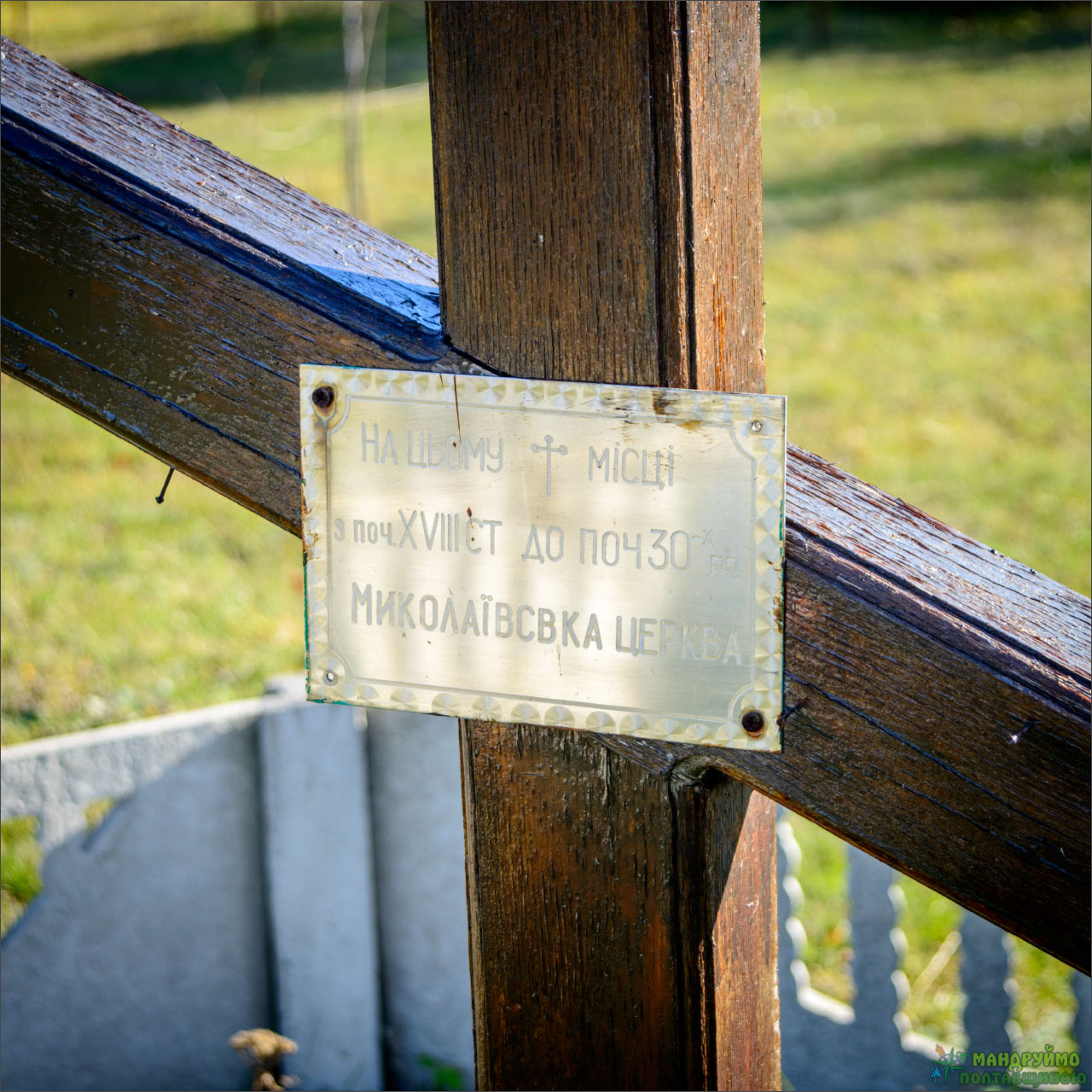
Пам'ятний хрест на місці Миколаївської церкви
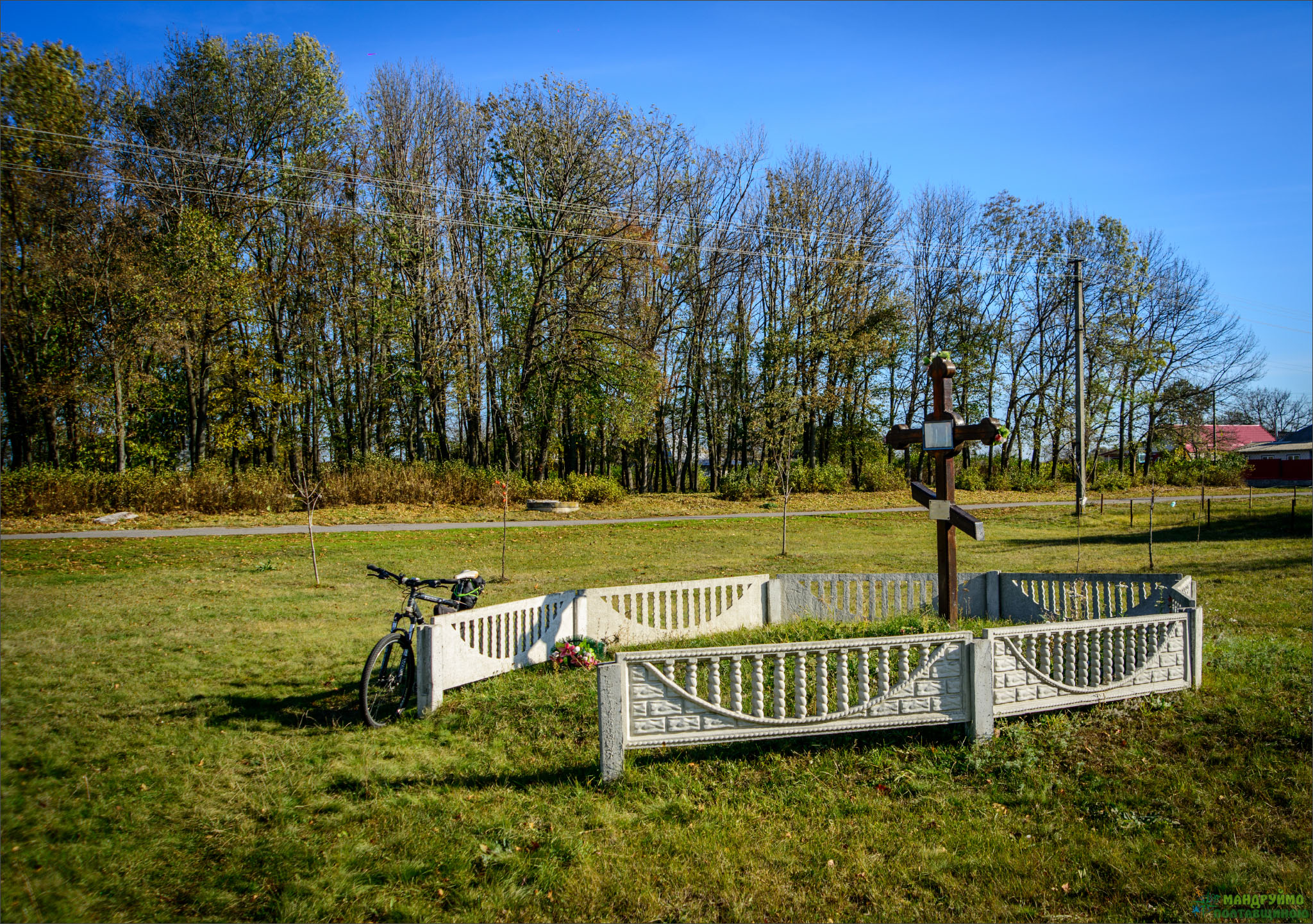
Пам'ятний хрест на місці Миколаївської церкви